# البريج (حماة)
بريج قرية سورية تتبع ناحية مركز السقيلبية في منطقة السقيلبية في محافظة حماة. بلغ عدد سكانها 2153 نسمة في عام 2004 حسب إحصاء المكتب المركزي للإحصاء.

## وصلات خارجية
- الوحدات الإدارية في محافظة حماة